# Per Anders Johansen
Per Anders Johansen (1 de noviembre de 1965) es un periodista y editor noruego.

## Biografía
Hijo del periodista y editor noruego Jahn Otto Johansen y de la crítica literaria sueca Siv Kirsten Krützen Anderson.
Ganó el premio SKUP en 1993 y ha recibido varios diplomas SKUP. También ha sido miembro de la junta directiva de SKUP.
En 2004, fue el editor de Brennpunkt. Anteriormente trabajó como periodista en Aftenposten, Morgenbladet y Dagsnytt, y como editor en el periódico estudiantil Universitas. Como periodista en Dagsnytt y Aftenposten, ganó varios premios de periodismo de investigación. 
Fue editor de noticias en la corporación de radiodifusión estatal noruega, NRK, de 2004 a 2007 y editor principal desde 2007 para las principales transmisiones de la estación: el noticiero televisivo Dagsrevyen y del noticiero radial Dagsnytt.
En 2008, comenzó como periodista político en Aftenposten y se convirtió en corresponsal en Moscú en 2015. Luego de más de tres años en Rusia realizando investigación periodística, volvió a Noruega en 2019.

## Premios
- 1993 (NRK Dagsnytt): Premio SKUP por el llamado «caso Serbia», en el que reveló que las autoridades noruegas, en violación de las sanciones de la ONU, transfirieron 25 millones de NOK a una empresa serbia involucrada en un proyecto de desarrollo noruego en Zambia.
- 1994 (Aftenposten): Diploma SKUP por revelar la gestión cuestionable de fondos públicos
- 1996 (Aftenposten): diploma SKUP por los artículos «Palestina-bistanden» [Ayuda Palestina], «Havets verstinger» [Gente de mar] y «Våpen-Norge» [Armas-Noruega]
- 2013: Premio Flavius de la Asociación de Prensa de Noruega.[6]
- 2015: Seleccionado en la lista de finalistas del European Press Prize 2015 con su reportaje «Vigilancia secreta en Moscú».[7]